# لوسیانو بورگونونی
لوسیانو بورگونونی (ایتالیایی: Luciano Borgognoni; ۱۲ اکتبر ۱۹۵۱ – ۲ اوت ۲۰۱۴) دوچرخه‌سوار اهل ایتالیا بود.
وی در مسابقات کشوری و بین‌المللی در مجموع برندهٔ ۱ مدال طلا شده‌است.